# 古斯克里克鎮區 (北卡羅萊納州尤寧縣)
古斯克里克鎮區（英語：Goose Creek Township）是位於美國北卡羅萊納州尤寧縣的一個鎮區。

## 地方資料
古斯克里克鎮區的面積為215.05平方千米，當中陸地面積為213.26平方千米，而水域面積為1.79平方千米。根據2020年美國人口普查的數據，當地共有人口16229人，而人口密度為每平方千米75.47人。